# Жерствянка (Поставский район)
Жерствянка (белор. Жарсцвянка) — деревня в Поставском районе Витебской области Белоруссии. Входит в состав Дуниловичского сельсовета.

## География
Деревня расположена в 42 км от города Поставы, в 9 км от центра сельсовета и в 18 км от железнодорожной станции Воропаево.

## История
В начале ХХ столетия — деревня в Дуниловичской волости Вилейского уезда Виленской губернии.
В 1905 году — в деревне 53 жителя, 99 десятин земли; в застенке Скворцевичей 32 жителя, 48 десятин земли.
В 1909 году — в деревне 4 дома, 9 семейств, 72 жителя, 96 десятин земли.
В результате советско-польской войны 1919—1921 гг. деревня оказалась в составе Срединной Литвы.
С 1922 года — в составе Дуниловичской гмины Дуниловичского повета Виленского воеводства Польши (II Речь Посполитая).
В 1923 году — 92 жителя.
В сентябре 1939 года деревня была присоединена к БССР силами Белорусского фронта РККА.
С 12 октября 1940 года — в Сергеевичском сельсовете Дуниловичского района Вилейской области БССР.
С 16.07.1954 года — в Дуниловичском сельсовете.
С 20.01.1960 года — в Поставском районе.
В 1963 году — 26 дворов, 83 жителя, начальная школа.
В 2001 году — 10 дворов, 17 жителей, колхоз «Родина».